# 이준경선생묘
이준경선생묘(李浚慶先生墓)는 대한민국 경기도 양평군 양서면 목왕리에 있다. 조선시대 초기의 문신으로 각종 사화 속에서 나라의 안녕을 도모하려 애쓴 동고(東皐) 이준경(1499∼1572) 선생의 묘소이다. 1987년 2월 12일 경기도의 기념물 제96호로 지정되었다.

## 개요
조선 초기의 문신으로 각종 사화 속에서 나라의 안녕을 도모하려 애쓴 동고(東皐) 이준경(1499∼1572) 선생의 묘소이다.
중종 26년(1531) 문과에 급제하였고 1533년 홍문관 부수찬이 되어 기묘사화 때 죄를 받은 선비들의 무죄를 주장하다가 권신 김안로 일파의 모함을 받아 파직당하였다. 그 뒤에 다시 등용되어 여러 관직을 역임하였으나, 명종 5년(1550) 영의정 이기의 모함을 받아 보은으로 유배되었다가 이듬해 석방되어 지중추부사가 되었다. 이후 우의정·좌의정을 거쳐 명종 20년(1565) 영의정에 올랐다. 1567년 명종이 죽자 선조를 왕으로 세우고 국정을 보좌하였다. 이 때 기묘사화로 죄를 받은 조광조의 억울함을 풀어주고, 을사사화로 억울하게 유배생활을 한 노수신 등 인재를 석방하여 다시 등용하는 공적을 세웠다.
부인과 함께 장사지낸 합장묘이며, 긴 돌을 이용하여 봉분 아랫부분을 둘렀다. 묘 앞에는 묘비·상석·향로석이 있으며, 상석 앞에는 장명등(長明燈:무덤 앞에 세우는 돌로 만든 등)이 있고, 좌우에는 멀리서도 무덤이 있음을 알려주는 망주석·문인석이 1쌍씩 배치되어 있다. 묘비는 근래에 세운 것인데, 원래의 비문은 노수신이 지어 선조 18년(1585)에 세운 것으로 마모가 심해 현재는 수원대학교 박물관으로 옮겨서 보관하고 있다.

## 같이 보기
- 이준경

## 참고 문헌
- 이준경선생묘 - 국가유산청 국가유산포털